# ديفيد كفياتكوفسكي
ديفيد كفياتكوفسكي (بالبولندية: Dawid Kwiatkowski)‏ (من مواليد 1 يناير 1996) مغني وكاتب أغاني بولندي، في عام 2014 ، شاركت كوياتكوفسكي في برنامج التلفزيوني «الرقص مع النجوم»: تانيك جويازدامي على قناة بولسات. مع شريكه في الرقص جانجا ليسار. جاءوا في المركز الثالث، حيث تم إقصاؤهم في الدور نصف النهائي